# Życie Szkolne
Życie Szkolne – miesięcznik wydawany we Włocławku w okresie międzywojennym. 
Około 1926 siedziba redakcji mieściła się przy ul. Żabiej 9, redaktorem miesięcznika był wówczas Stanisław Gumuła.